# Xacañi
Xacañi är en ort i Mexiko.   Den ligger i kommunen Santo Domingo Yanhuitlán och delstaten Oaxaca, i den sydöstra delen av landet, 280 km sydost om huvudstaden Mexico City. Xacañi ligger 2 331 meter över havet och antalet invånare är 157.
Terrängen runt Xacañi är kuperad, och sluttar österut. Runt Xacañi är det glesbefolkat, med 15 invånare per kvadratkilometer. Närmaste större samhälle är Asunción Nochixtlán, 16,6 km öster om Xacañi. I omgivningarna runt Xacañi växer i huvudsak blandskog.